# Dranske
Dranske là một đô thị thuộc huyện Vorpommern-Rügen (trước thuộc huyện Rügen), bang Mecklenburg-Vorpommern, miền bắc nước Đức.